# Дурнушка (приток Кажи)
Дурнушка — река в России, протекает по Красногорскому району Алтайского края. Устье реки находится в 31 км по правому берегу реки Кажа. Длина реки составляет 18 км.

## Данные водного реестра
По данным государственного водного реестра России относится к Верхнеобскому бассейновому округу, водохозяйственный участок реки — Бия, речной подбассейн реки — Бия и Катунь. Речной бассейн реки — (Верхняя) Обь до впадения Иртыша.